# Тоба (вулкан)
Тоба (индон. Toba) — супервулкан в Индонезии, расположенный на севере центральной части острова Суматра.
У вулкана Тоба имеется самая большая кальдера — площадь 1775 км2. В кальдере находится самое крупное озеро Суматры — Тоба, с площадью водной поверхности 1103 км².

## Среднеплейстоценовое суперизвержение
Вулкан Тоба известен одним из крупнейших извержений на Земле за последние 25 млн. лет. Это катастрофическое событие произошло около 75 тысяч лет назад (в промежутке времени между 77 000 и 69 000 лет назад) во время последней ледниковой эпохи. После извержения на несколько лет на Земле ещё сильнее похолодало. Это извержение могло привести к образованию эффекта бутылочного горлышка, в результате которого численность человеческой популяции сократилась до 10 тысяч или даже до 2 тысяч человек.
По имеющимся геологическим данным, за время извержения излилось более 2 800 км³ магмы, суммарные отложения вулканического пепла составили порядка 800 км³ (извержение вулкана Фогу на островах Зелёного Мыса около 73 тыс. л. н. привело к выбросу 160 км³). Вулканический пепел Тобы был обнаружен учёными в отложениях африканского озера Малави (Ньяса), находящегося в 7 тыс. км от Суматры. В некоторых районах Индии выпало до 6 м пепла.
Мощность извержения Тоба в 20 раз превзошла мощность самого грандиозного извержения исторического периода, вулкана Тамбора в 1815 году, которое в своё время вызвало временное глобальное похолодание, так называемый «Год без лета». Последствия извержения Тоба были намного значительнее. Выброшенные вулканом в атмосферу массы пепла ослабили солнечный свет на несколько месяцев и вызвали наступление вулканической зимы, что, предположительно, имело серьёзные последствия для биосферы Земли. Средняя температура на планете снизилась на несколько лет или даже десятилетий; однако величина этого похолодания остаётся предметом споров. Одни исследователи оценивают её понижение всего лишь в 1 °C,
другие — в 3-5 °C,
третьи, исходя из теоретических расчетов, — даже в 15 °C на третий год после извержения.

## Влияние суперизвержения на биосферу и древних людей
По мнению некоторых исследователей, суперзивержение вулкана Тоба вызвало резкое сокращение численности некоторых животных, а также людей в Евразии и даже Африке. Высказано мнение, что из африканской популяции людей, предковой для всего человечества, это событие пережило около 10 000 человек.
Ряд учёных не согласны с этим выводом. Ряд фактов говорит о том, что часть людей к тому времени уже вышла из Африки, а извержение не привело к исчезновению человеческих популяций даже в Индии, недалеко от эпицентра. Исследования вышеупомянутых отложений пепла Тобы в озере Малави не показали признаков существенного изменения климата Восточной Африки во время и после извержения: похолодание в этом регионе оценено всего лишь в 1,5°C, а концентрация пепла слишком мала для прямого воздействия на экосистему. Не отмечено и изменений в составе водорослей. В Центральной Индии в долине реки Сон в местонахождении Дхаба (Dhaba) каменная индустрия Леваллуа оставалась неизменной в период с 79,6 ± 3,2 тыс. л. н. до 65,2 ± 3,1 тыс. л. н. даже после извержения вулкана Тоба.
Существует теория, что выброс сернистого газа во время извержения мог привести к кратковременному истончению озонового слоя, что могло вызвать кратковременный, но экстремальный скачок УФ-индекса в тропиках, и таком образом человеческая популяция могла пострадать не от похолодания, а вследствие экстремального ультрафиолетового облучения..
Также существуют точки зрения о том, что суперизвержение вулкана Тоба (около 74 тыс. л.н.) не привело к сокращению численности людей (по крайней мере, в Африке), а, напротив, послужило толчком к очередной волне миграции африканских сапиенсов за пределы Африканского континента (в отличие от предыдущих миграций сапиенсов и архаичных людей, в итоге приведшей к успешному расселению по всей планете). Согласно этим точкам зрения суперизвержение вызвало продолжительные погодно-климатические изменения планетарного масштаба (в том числе и в Африке), выразившиеся не только в глобальном похолодании (наступление “ледникового периода”), но и в изменениях режимов увлажнения (где-то климат стал суше, а где-то - напротив - более влажным). Но Африка, в отличие от Евразии, была затронута в меньшей степени (в частности, её не затронули оледенения) и изменения климата в ней были относительно мягкими. Первоначально такие погодно-климатические изменения на Африканском континенте дали толчок к панафриканскому расселению сапиенсов (до этого локально заселявших Африку в виде изолированных, не контактировавших друг с другом, очагов), начавшемуся около 70 тыс. л.н., в итоге приведшему к началу их миграции за пределы Африки около 50-60 тыс. л.н. с последующим заселением всей планеты. Т.о. вызванные суперизвержением долговременные погодно-климатические изменения на Африканском континенте послужили стимулом эволюционно-приспособительных изменений  в изолированных популяциях сапиенсов в Африке к меняющейся экологии мест обитания и освоению новых (непривычных) экосистем (выход из зоны экологического и пищевого “комфорта”).

## В массовой культуре
Извержение вулкана Тоба является одной из самых важных дат в франшизе Assassin’s creed. В данной вселенной вспышка на Солнце активировала вулкан, и тот сжёг большую часть Земли. После этого высокоразвитая цивилизация Ису вымерла, а людей осталось меньше десяти тысяч.